# まちおん
まちおんは、宮崎県都城市の市民ボランティアによる地域活性化プロジェクト都城音楽祭の運営するイベントの名称。2013年9月14日にスタートし、以来毎週土曜日に開催し続けている。

## 名称
まちおんという名称は、街中音楽祭の略称である。

## 目的
都城市の中心市街地の活性化、音楽人口の増加、レベルの底上げを目的としている。主に初級者から中級者を対象に出演者を募り、出演に要する費用はなく、出演料もない。

## 活動内容
毎週土曜日の18時から21時まで、都城市中央通にあるIT産業ビル前のスペースを借り、いわゆる「路上ライブ」を運営する。弾き語りからバンドスタイル、吹奏楽、大道芸などのパフォーマンス等、プロアマ問わず出演でき、客は無料で観覧できる。隣接した多国籍料理レストラン「オーバータイム」で料理・ドリンクを注文でき、さながら屋外ライブハウスと化している(オーバータイムは2018年8月末をもって閉店した。)。また、様々なイベントとの融合を積極的に進めており、「出張まちおん」として機材・アーティストごと出張するスタイルも行っている。
2018年9月に5周年を迎え、同年11月10日には通算300回を数えた。これまで中止になったのはいずれも台風による2回のみである。それまで300組を超えるアーティストが出演しており、南は奄美大島から北は北海道まで、またスペインやシアトル、ハワイからも出演したアーティストがいる。
最年少は当時小学二年生の女子ドラマー、最高齢は70代のギタリストが出演している。
2020年、コロナウイルス感染拡大により、数回中断を余儀なくされたが、現在は再開し2023年10月7日に500回を迎えた。以降も継続中である。

## リンク
- 公式サイト
- フェイスブックページ
- ツイッター